# Oldenburger Jahrbuch für Philosophie

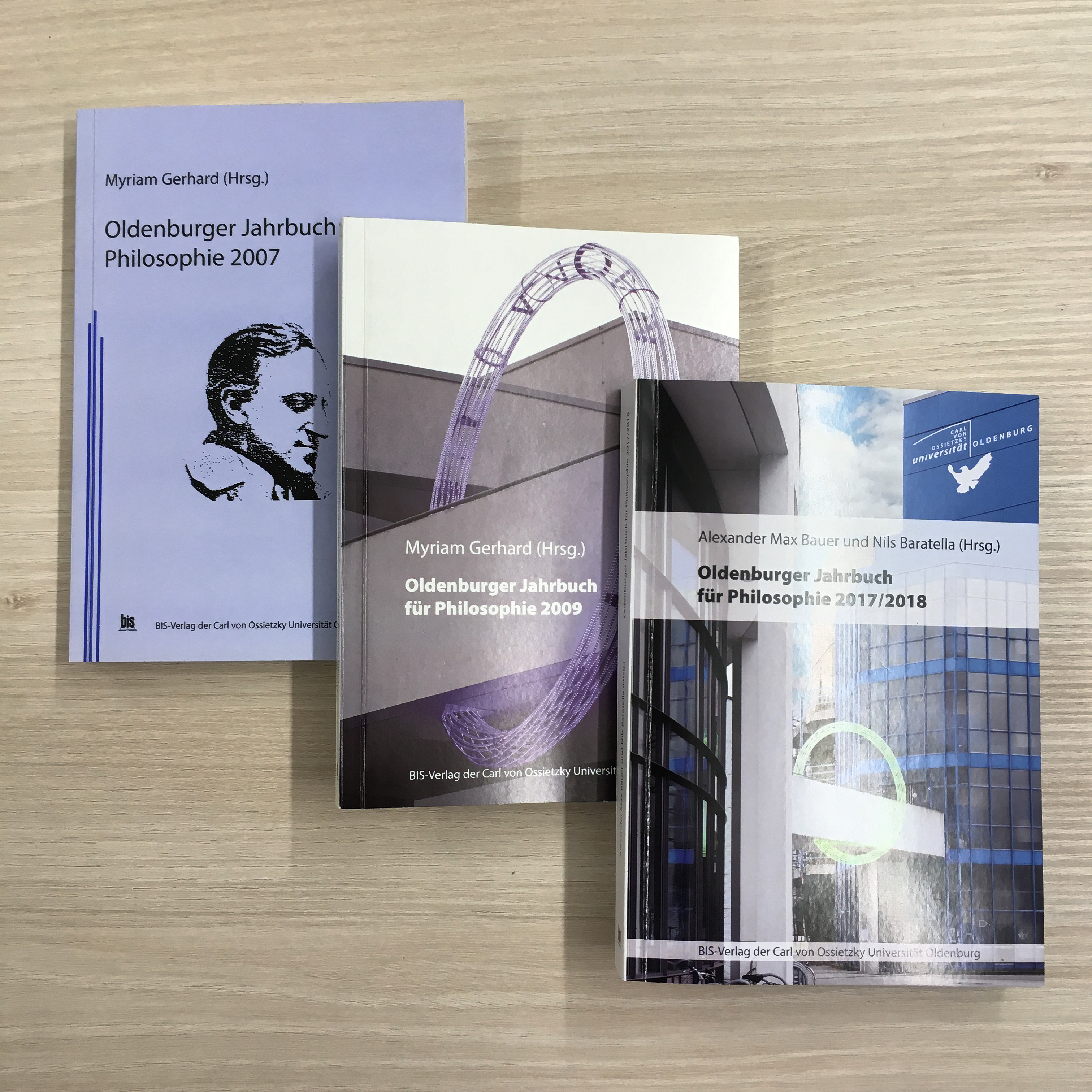
Das Oldenburger Jahrbuch für Philosophie im Wandel der Zeit (Ausgaben 2007, 2009 und 2017/2018)

Das Oldenburger Jahrbuch für Philosophie ist ein philosophisches Periodikum, das alle zwei Jahre bei der University of Oldenburg Press (ehemals BIS-Verlag) erscheint. In ihm werden Originalbeiträge in deutscher und englischer Sprache veröffentlicht.

## Geschichte
Das Oldenburger Jahrbuch für Philosophie wurde 2007 von Myriam Gerhard initiiert. Ursprünglich versammelte es ausgewählte Beiträge des Philosophischen Kolloquiums, einer öffentlichen Vortragsreihe des Instituts für Philosophie der Carl von Ossietzky Universität Oldenburg, bei der Philosophen und Wissenschaftler vorwiegend aus dem deutschsprachigen Raum ihre Forschung präsentieren. Nach den ersten drei Bänden wurde das Jahrbuch in wechselnden Konstellationen von Christine Zunke, Ingo Elbe und Philip Hogh herausgegeben. Nach den ersten sechs Bänden ruhte das Jahrbuch dann, ehe es 2019 mit einem Band zu den Jahren 2017 und 2018 von Alexander Max Bauer und Nils Baratella wieder aufgelegt wurde. Seitdem versammelt es „nicht nur Beiträge aus dem Philosophischen Kolloquium, sondern auch Beiträge, die das Institutsleben widerspiegeln“, und erscheint alle zwei Jahre statt wie ursprünglich jährlich. Außerdem sind die Beiträge seitdem Open Access über den Oldenburger Online-Publikations-Server abrufbar.

## Bände
| Jahr      | Herausgeber                              | Beitragende | Seiten | ISBN              |
| --------- | ---------------------------------------- | --- | ------ | ----------------- |
| 2021/2022 | Alexander Max Bauer, Helena Esther Grass | Dagmar Kiesel, René Engelmann, Rainer Enskat, Sven Ellmers, Ludger Schwarte, Nils Springhorn | 237    | 978-3-8142-2417-6 |
| 2019/2020 | Alexander Max Bauer, Nils Baratella      | Andreas Arndt, Nils Baratella, Alexander Max Bauer, Paul Blattner, Falk Bornmüller, Kerstin Gregor, Helena Esther Grass, Christoph Jamme, Wolfgang Künne, Susanne Möbuß, Christian Neuhäuser, Gunzelin Schmid Noerr, Maximilian Paul Schulz                                  | 294    | 978-3-8142-2391-9 |
| 2017/2018 | Alexander Max Bauer, Nils Baratella      | Thomas Alkemeyer, David Barteczko, Alexander Max Bauer, Sarah Bianchi, Reinhard Brandt, Johannes Bruns, Birgit Engel, Simon Helling, Sabine Hollewedde, Stefania Maffeis, Jörg Noller, Enrico Pfau, Jan Rickermann, Riske Schlüter, Maximilian Paul Schulz, Franz Josef Wetz | 357    | 978-3-8142-2378-0 |
| 2012      | Ingo Elbe, Philip Hogh, Christine Zunke  | Ingo Elbe, Sven Ellmers, Stephan Kornmesser, Francesca Menegoni, Sandro Nannini, Maik Puzic, Michael Schippers, Dieter Wandschneider | 219    | 978-3-8142-2303-2 |
| 2011      | Ingo Elbe, Christine Zunke               | Reinhard Brandt, Mathias Gutmann, Stephanie Heck, Oliver Hirt, Stefan Krauth, Konrad Paul Liessmann, Tareq Sayes, Georg Toepfer, Morris Vollmann | 169    | 978-3-8142-2265-3 |
| 2010      | Christine Zunke                          | David Bartosch, Oliver Bruns, Felix Denschlag, Ingo Elbe, Wolfgang Freitag, Kristin Junga, Dirk Meyfeld, Falko Schmieder, Hendrik Wallat | 222    | 978-3-8142-2231-8 |
| 2009      | Myriam Gerhard                           | Lu de Vos, Lutz Geldsetzer, Hartwig Germer, Gerald Hartung, Ludger Heidbrink, Johann Kreuzer, Tilman Reitz, Ulrich Ruschig, Dirk Solies, Eckart Voland, Christine Zunke | 236    | 978-3-8142-2199-1 |
| 2008      | Myriam Gerhard                           | Andreas Arndt, Hans-Georg Bensch, Enno Gesierich, Holger Leerhoff, Linn-Anika Lüschen, Nicolas Monseu, Nadia Moro, Edo Pivčević, Christine Zunke | 184    | 978-3-8142-2136-6 |
| 2007      | Myriam Gerhard                           | Reiner Adolphi, Daniel Grundke, Marie-Luise Heuser, Thomas Sören Hoffmann, Klaus Kornwachs, Frank Kuhne, Konstantin Pollok, Juliane Reichel, Gregor Schiemann, Peter Seele, Annette Sell, Michael Wolff                                                                      | 334    | 978-3-8142-2101-4 |